# Pius Muabilu Mbayu Mukala
Pius Muabilu Mbayu Mukala, est un homme politique de la république démocratique du Congo. Il est Ministre d’État, ministre de l’Urbanisme et Habitat  au sein du gouvernement Ilunga.

## Biographie

### Carrière politique
En 2024, après publication des résultats provisoires des élections législatives du 20 décembre 2023, il est élu député national du district de Mont-Amba dans la ville-province de Kinshasa.